# Maria Crocifissa Gargani
Maria Krucyfissa od Miłości Bożej (ur. 23 grudnia 1892 w Morra Irpino jako Maria Gargani, zm. 23 maja 1973 w Morra De Sanctis) – włoska zakonnica, założycielka zgromadzenia Apostołek Najświętszego Serca.

## Biografia
Pochodziła z wielodzietnej rodziny, jej rodzicami byli Angiolina De Paola i Rocco Gargani. W 1913 otrzymała tytuł magistra i rozpoczęła pracę jako nauczycielka. Dwa lata później poznała ojca Pio, późniejszego świętego z którym się zaprzyjaźniła i utrzymywała korespondencję do jego śmierci w 1968. 
Była założycielką zgromadzenia Apostołek Najświętszego Serca. Zmarła 23 maja 1973 i została pochowana na cmentarzu Poggioreale; po ekshumacji 17 maja 1992 jej ciało spoczęło w Domu Macierzystego Zgromadzenia w Neapolu.
Jej proces beatyfikacyjny na szczeblu diecezjalnym zakończono 16 maja 2002; 26 stycznia 2018 papież Franciszek zatwierdził cud dokonany za jej wstawiennictwem. Jej uroczyste wyniesienie do chwały błogosławionych nastąpiło 2 czerwca 2018 w Neapolu.